# 雷波石杉
雷波石杉（学名：Huperzia laipoensis）为石杉科石杉属下的一个种。

## 扩展阅读
- 維基物種上的相關：雷波石杉